# Micanopy (Seminolen)

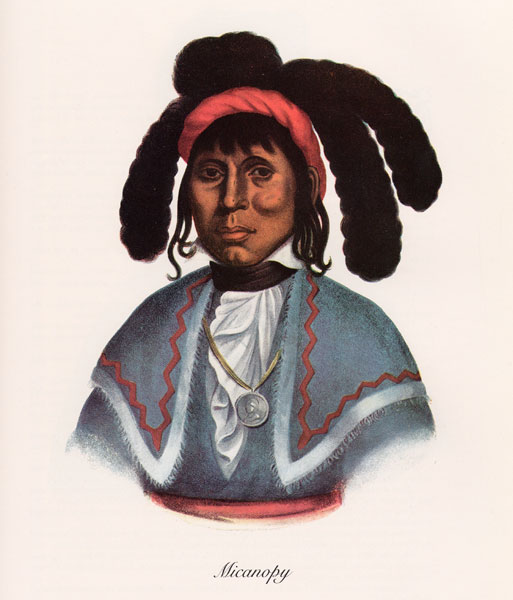
Micanopy von Charles Bird King

Micanopy (* 1780 bei St. Augustine, Florida; † 2. Januar 1849 in Fort Gibson, Oklahoma) auch bekannt als Micco-Nuppe, Michenopah, Miccanopa, Mico-an-opa, war oberster Häuptling der Seminolen. Er war der Anführer der Seminolen während des zweiten Seminolenkrieges von 1835 bis 1842. Der Name Micanopy hat seinen Ursprung in der Sprache der Hitchiti „Miko“ (Häuptling) und „naba“ (über); er bedeutet also so viel wie „Oberster Häuptling“.
Über sein frühes Leben ist nur wenig bekannt. Er wurde um das Jahr 1780 in der Nähe des heutigen St. Augustine in Florida geboren. Er war ein Angehöriger der Alachua-Seminolen. Nach dem Tod des obersten Häuptlings der Seminolen Bolek im Jahre 1819 wurde er dessen Nachfolger. Sein Hauptort war wie die seiner verwandten Vorgänger (Bolek, King Payne und Cowkeeper) Cuskowilla in der Nähe des heutigen Micanopy im Alachua County.
Schon früh begann Micanopy mit dem Erwerb von großen Mengen an Land und Vieh. Auf seinen Gütern arbeiteten im frühen 19. Jahrhundert mehr als hundert entlaufene Sklaven. Dies war eine übliche Praxis bei vielen Seminolen. Durch die Förderung von Mischehen zwischen Seminolen und entlaufenen Sklaven konnten ihre Nachkommen an Einfluss im Stammes-Rat gewinnen. Unter anderen wurden daraus mehrere Kriegs-Häuptlinge.
Im Jahr 1819 kam es nach dem Abschluss des Adams-Onís-Vertrages zwischen den Vereinigten Staaten und Spanien zum Kauf von Florida durch die Amerikaner. 1821 wurde Andrew Jackson zum Gouverneur des neu gegründeten Florida-Territoriums ernannt. Im folgenden Jahrzehnt kam es zu einer starken Einwanderungswelle von amerikanischen Siedlern in den Norden Floridas. Micanopy war ein Gegner der Einwanderer. Es kam immer wieder zu Konflikten zwischen den Weißen und den Indianern. 1824 wurden die Seminolen durch den Vertrag von Moultrie-Creek gezwungen, in ein Reservat in das Landesinnere des mittleren Floridas umzusiedeln, welches sie von den Küstenregionen abschnitt.
Die Konflikte zwischen den Amerikanern und den Seminolen hielten jedoch an. Es kam zu einem immer größeren Zustrom von weißen Siedlern, die Interesse daran hatten, das verbliebene Land der Seminolen für neue Siedlungen und Plantagen in Besitz zu nehmen. Hinzu kam noch, dass sich viele entlaufene schwarze Sklaven zu den Seminolen flüchteten. Die Sklavenhalter aus Florida und den angrenzenden Bundesstaaten forderten ihre Rückgabe. Seitens der Regierung kam es zu einer Kampagne die Seminolen ins Indianer-Territorium des heutigen Oklahoma umzusiedeln.
Am 9. Mai 1832 kam es unter den Druck der Weißen mit einer Gruppe von Seminolen-Führern zur Unterzeichnung des Vertrags von Payne’s Landing. Dieser Vertrag sah vor, dass die Seminolen ihre Gebiete in Florida aufgeben und stattdessen in ein Reservat der bereits Umgesiedelten Creeks im Indianer-Territorium ziehen sollten. Zunächst wurde seitens der weißen Regierungsvertreter versucht den Vertrag auf friedliche Weise umzusetzen. Micanopy und die jüngeren Häuptlinge Osceola, Alligator und Wild Cat (ein Neffe Micanopys) weigerten sich jedoch den Vertrag zu unterzeichnen. Sie begannen stattdessen den Widerstand unter den Seminolen zu organisieren. Nach der Ermordung des Indianer-Agenten Wiley Thompson im Jahr 1835 kam es unter Micanopy (mit Kooperation von Osceola) zu Attacken auf amerikanische Armeeeinheiten.
Einer dieser Angriffe richtete sich gegen eine Einheit unter dem Kommando von Major Francis Langhorne Dade. Seine Einheit wurde bis auf zwei Soldaten getötet (dies wurde später als Dade’s Massaker bezeichnet). Ein weiterer Angriff richtete sich im Dezember 1835 gegen General Duncan Clinch, auch hier waren die Indianer erfolgreich. Der zweite Seminolenkrieg hatte begonnen.
Nach Anfangserfolgen der Seminolen wendete sich das Kriegsglück Anfang des Jahres 1837. Micanopy wurde überzeugt, dass es sinnlos wäre weiterzukämpfen. Er ergab sich den Truppen von General Thomas S. Jesup. Er war bereit in das Indian Territory mit seinem Besitz umzusiedeln. Am 2. Juni 1837 wurde er jedoch mit seinen 700 Seminolen von etwa 200 Seminolen unter der Führung von Osceola und Apiacka (Sam Jones) entführt. Micanopy wurde im Dezember 1838 von General Jesup gefangen genommen.
Micanopy wurde zunächst in Charleston im Bundesstaat South Carolina inhaftiert. Nach seiner Freilassung wurde er mit rund 200 Seminolen ins Indianer-Territorium gebracht. Er konnte dort jedoch vorherige Macht nicht mehr ausüben. 1845 war er einer der Unterzeichner eines Vertrages, welcher eine teilweise Unabhängigkeit der Seminolen von der Creek Nation beinhaltete. Ein von den Creek unabhängiges eigenständiges Reservat der Seminolen wurde erst 1856 eingerichtet.
Micanopy starb am 2. Januar 1849 in Fort Gibson in Oklahoma.